# Премия имени Виталия Бугрова
Мемориальная премия имени Виталия Ивановича Бугрова — премия за выдающуюся редакторскую, библиографическую, литературоведческую, критическую и составительскую работу в области фантастики. Вручается в Екатеринбурге на фестивале «Аэлита».

## История
Последний «классический» фестиваль фантастики «Аэлита» (Екатеринбург) прошёл в 1994 году. Его главным организатором была редакция журнала «Уральский следопыт», а вдохновителями — редактор раздела фантастики журнала Виталий Бугров и библиограф Игорь Халымбаджа. Но 24 июня 1994 года не стало Виталия Ивановича Бугрова, и на пару лет фестивальная жизнь в «фантастическом» Екатеринбурге замерла.
Однако к 1997 году, найдя новых спонсоров и расшевелив старых, вновь созданный оргкомитет фестиваля «Аэлита» во главе с Игорем Георгиевичем Халымбаджой подготовил программу следующего (XIV по счёту) фестиваля, который был проведён в марте 1997 года.
Кроме прежних премий («Аэлита», «Старт», Премия им. И. Ефремова) была учреждена и обрела первого своего лауреата новая — Мемориальная премия имени Виталия Ивановича Бугрова.
Автором и создателем приза (каменная подставка, друза хрусталя, металлический символ писательского труда, аметистовая вставка) был Виктор Васильевич Саргин, екатеринбургский мастер-камнерез, готовивший для «Аэлиты» все призы. Со временем вид приза изменился, его стали делать другие мастера.
Лауреатов премии определяли вдова Виталия Бугрова Наталья Григорьевна Бугрова, а также писатель Владислав Петрович Крапивин. В последние годы решение по лауреатам принимает оргкомитет, согласуя его с Н. Г. Бугровой.

## Лауреаты премии им. В. Бугрова
- 2022 — Александр Кофман[2]
- 2021 — премия не присуждалась[3]
- 2020 — Сергей Волков[3]
- 2019 — Николай Ютанов
- 2018 — Александр Гриценко
- 2017 — Андрей Щербак-Жуков
- 2016 — Геннадий Прашкевич
- 2015 — Дмитрий Володихин
- 2014 — Игорь Минаков
- 2013 — Михаил Манаков
- 2012 — Сергей Чекмаев
- 2011 — Издательство «Снежный Ком М»
- 2010 — Александр Сидорович
- 2009 — премия не присуждалась
- 2008 — Борис Долинго
- 2007 — премия не присуждалась
- 2006 — Андрей Синицын
- 2005 — Сергей Бережной
- 2004 — Юрий Зубакин
- 2003 — Евгений Пермяков
- 2002 — Дмитрий Байкалов
- 2001 — Александр Ройфе
- 2000 — Владимир Гопман
- 1999 — Евгений Харитонов
- 1998 — Сергей Казанцев
- 1997 — Владимир Гаков